# Katihar
Katihar è una suddivisione dell'India, classificata come municipality, di 175.169 abitanti, capoluogo del distretto di Katihar, nello stato federato del Bihar. In base al numero di abitanti la città rientra nella classe I (da 100.000 persone in su).

## Geografia fisica
La città è situata a 25° 31' 60 N e 87° 34' 60 E e ha un'altitudine di 19 m s.l.m..

## Società

### Evoluzione demografica
Al censimento del 2001 la popolazione di Katihar assommava a 175.169 persone, delle quali 93.567 maschi e 81.602 femmine. I bambini di età inferiore o uguale ai sei anni assommavano a 27.166, dei quali 14.088 maschi e 13.078 femmine. Infine, coloro che erano in grado di saper almeno leggere e scrivere erano 110.578, dei quali 65.461 maschi e 45.117 femmine.